# Trockenbeerenauslese
 (février 2023).
Si vous disposez d'ouvrages ou d'articles de référence ou si vous connaissez des sites web de qualité traitant du thème abordé ici, merci de compléter l'article en donnant les références utiles à sa vérifiabilité et en les liant à la section « Notes et références ».

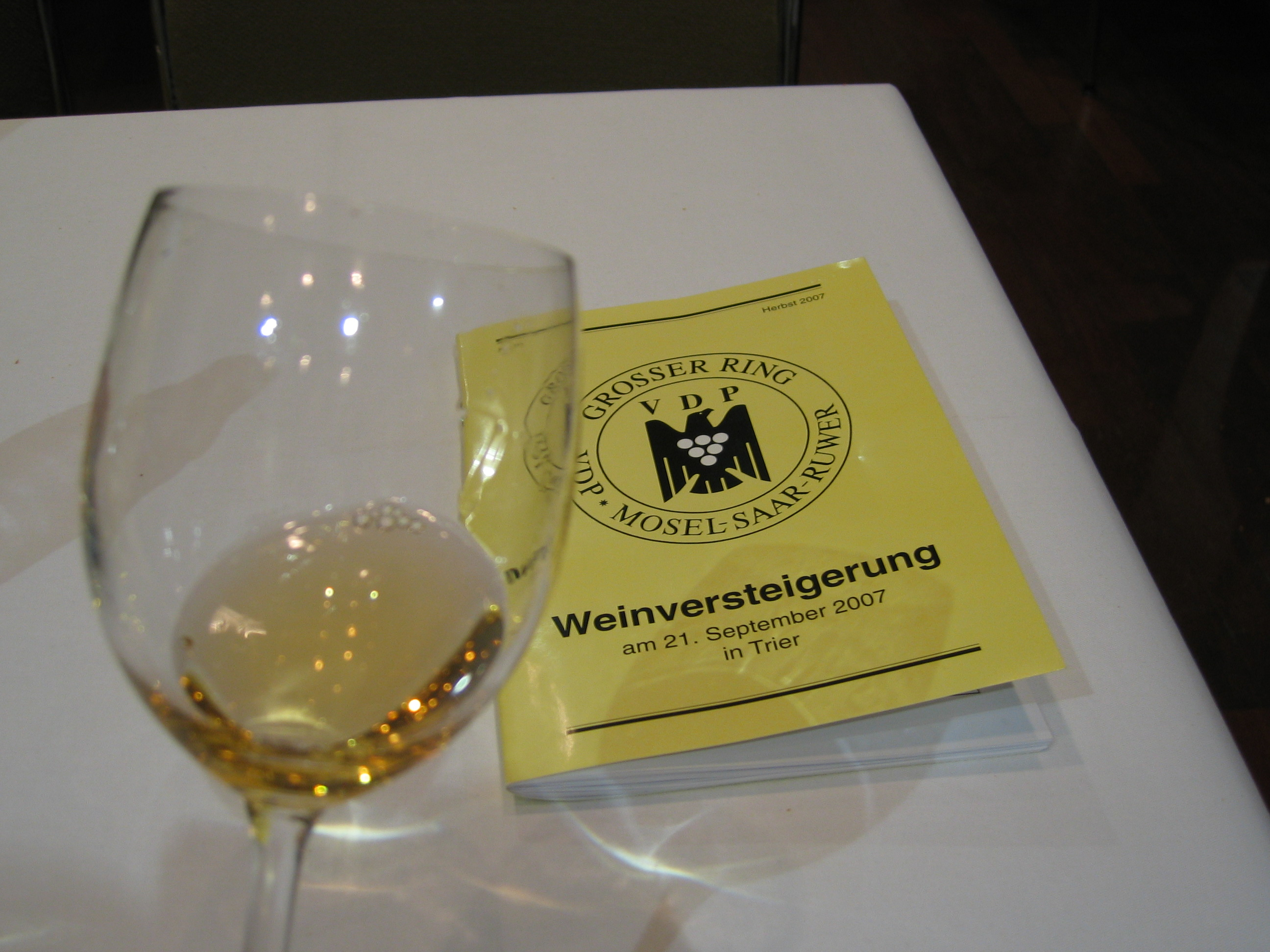
Verre de Trockenbeerenauslese lors de la vente aux enchères annuelle de vins VDP à Trèves.

Le Trockenbeerenauslese, TBA est un vin blanc liquoreux de très grande qualité produit en Allemagne et en Autriche qui s'apparente à la sélection de grains nobles.
Littéralement, il peut se traduire par récolte sélective (Auslese) de baies (Beeren) desséchées (trocken).
Il s'agit d'un vin produit à partir de raisins particulièrement desséchés et cueillis grain par grain. On laisse les baies se déshydrater sous l'action du champignon microscopique Botrytis cinerea (pourriture noble), comme dans le Sauternais, ce qui a pour effet de concentrer les autres constituants. Ces raisins ne se récoltent que dans les grandes années (exigences du climat) et ne produisent qu'une quantité très faible d'un vin très doux.
La densité minimale du moût est fixée à 150 º Oechsle (1 150 g/l).
Ce vin a une acidité modérée qui contribue à son équilibre.
Ce vin peut accompagner le foie gras et les desserts aux oranges, kiwis ou ananas mais, mieux que tout, il se consomme pour lui-même.
De même que les sauternes, ce vin se déguste entre 6 et 9 °C.